# Hôtel Brongniart
Pour les articles homonymes, voir Brongniart (homonymie).
La maison Brongniart, également connue sous les noms de hôtel Brongniart et de hôtel de Luppé, est un hôtel particulier construit en 1781 par l'architecte Alexandre-Théodore Brongniart pour son propre usage. L'édifice se situe dans le 7e arrondissement de Paris, à l'angle du boulevard des Invalides et de la rue Oudinot.

## Histoire

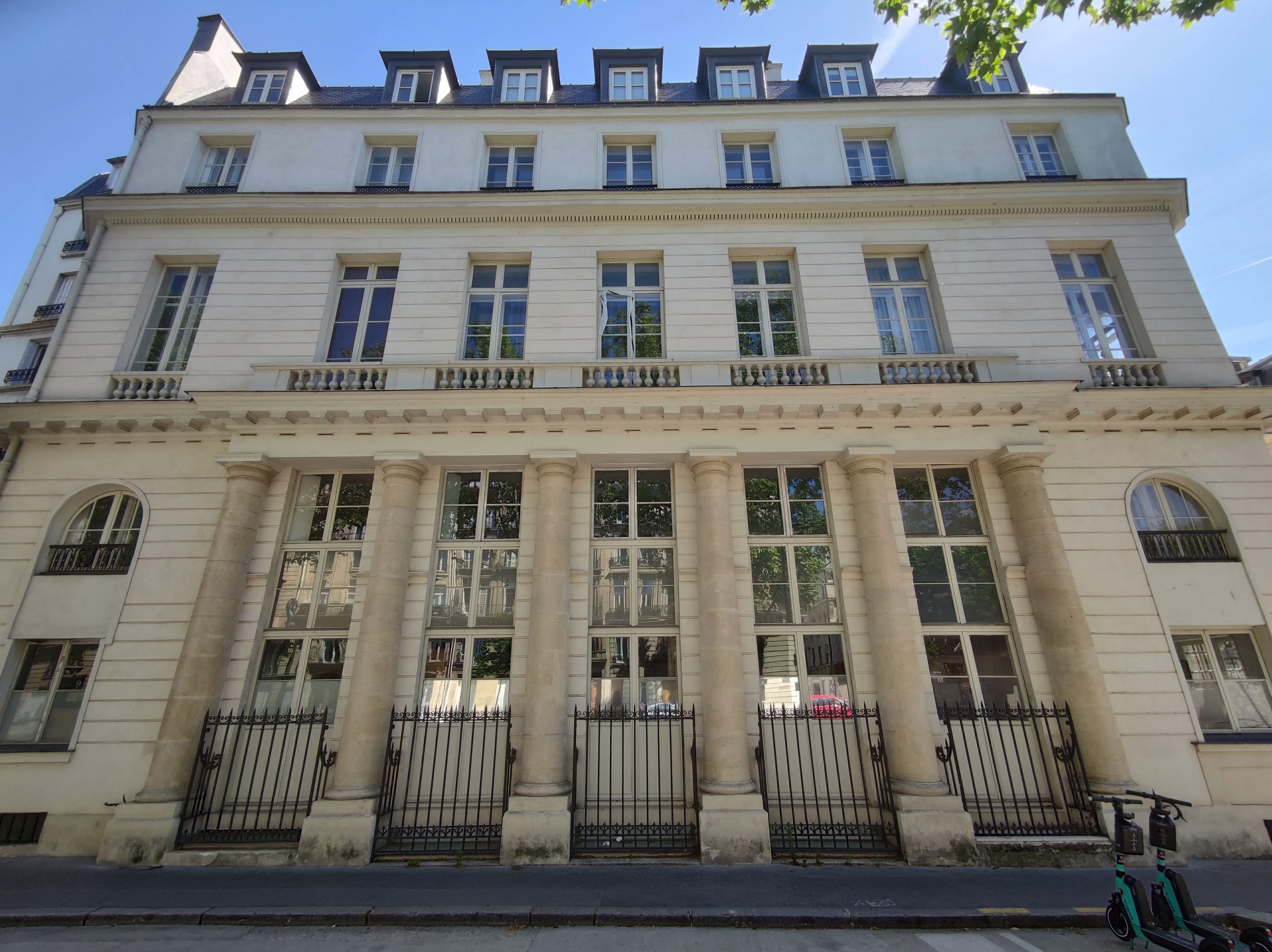
Façade donnant sur le boulevard des Invalides.

C'est en 1781 que Brongniart édifie cette demeure pour son usage personnel. 
Il en fait don à sa fille Louise-Théodore (1772-1845) et à son gendre Naval de Saint-Aubin, qui la vendent en 1793. Elle appartient ensuite au jurisconsulte et pair de France André-Joseph Abrial, qui y meurt en 1828. La maison devient ensuite la propriété de son fils, l'homme politique André Pierre Étienne Abrial, dont les héritiers cèdent la demeure à la famille Sénac. La maison appartient en 1881 à Gabrielle-Jeanne Calon, vicomtesse de Luppé, puis, en 1912, à la marquise de Rosanbo. En 1948, le fils de cette dernière vend la demeure à la Cainagod,. 
La maison Brongniart est toujours une propriété privée.

## Description

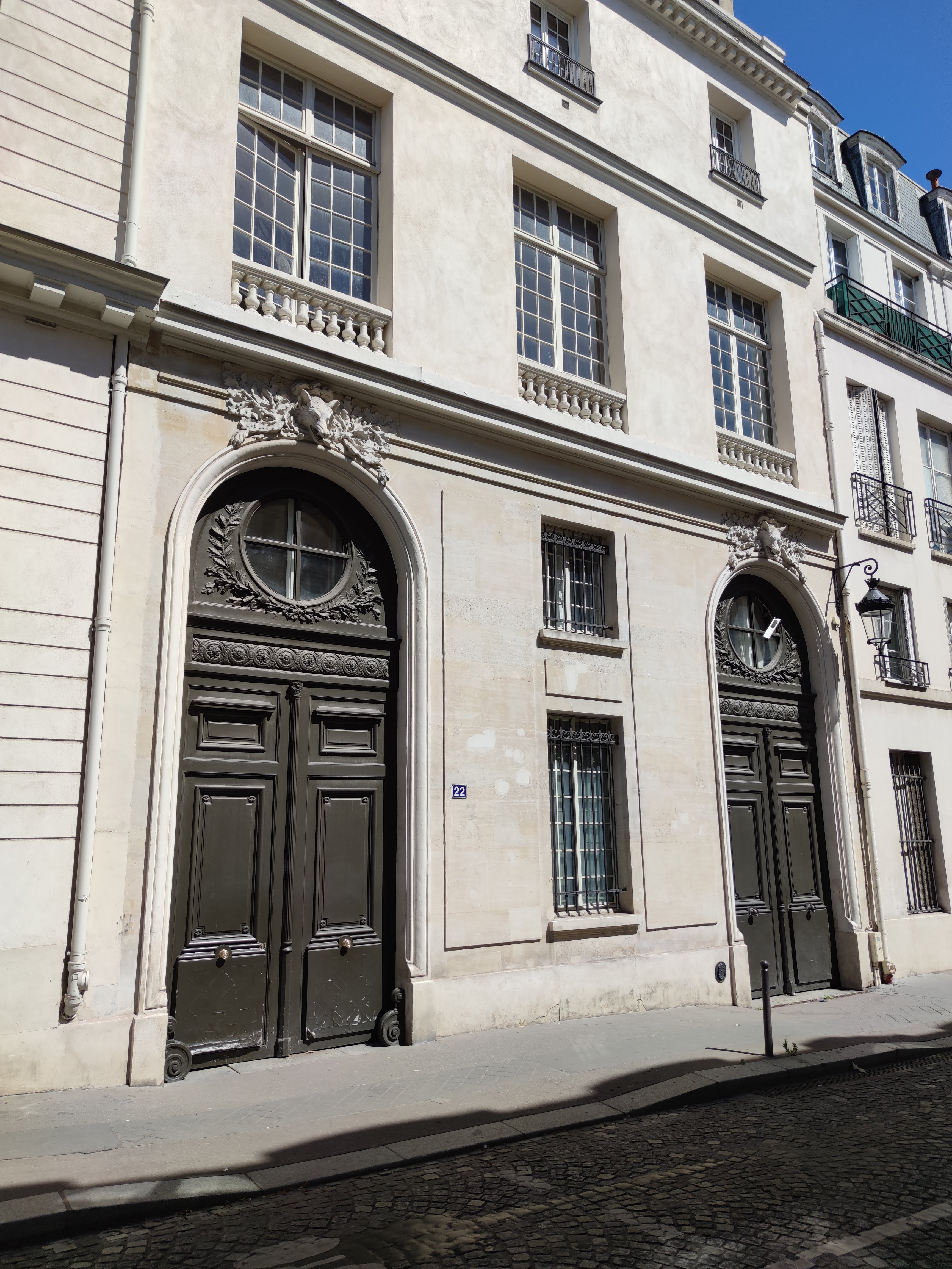
Entrée, rue Oudinot.

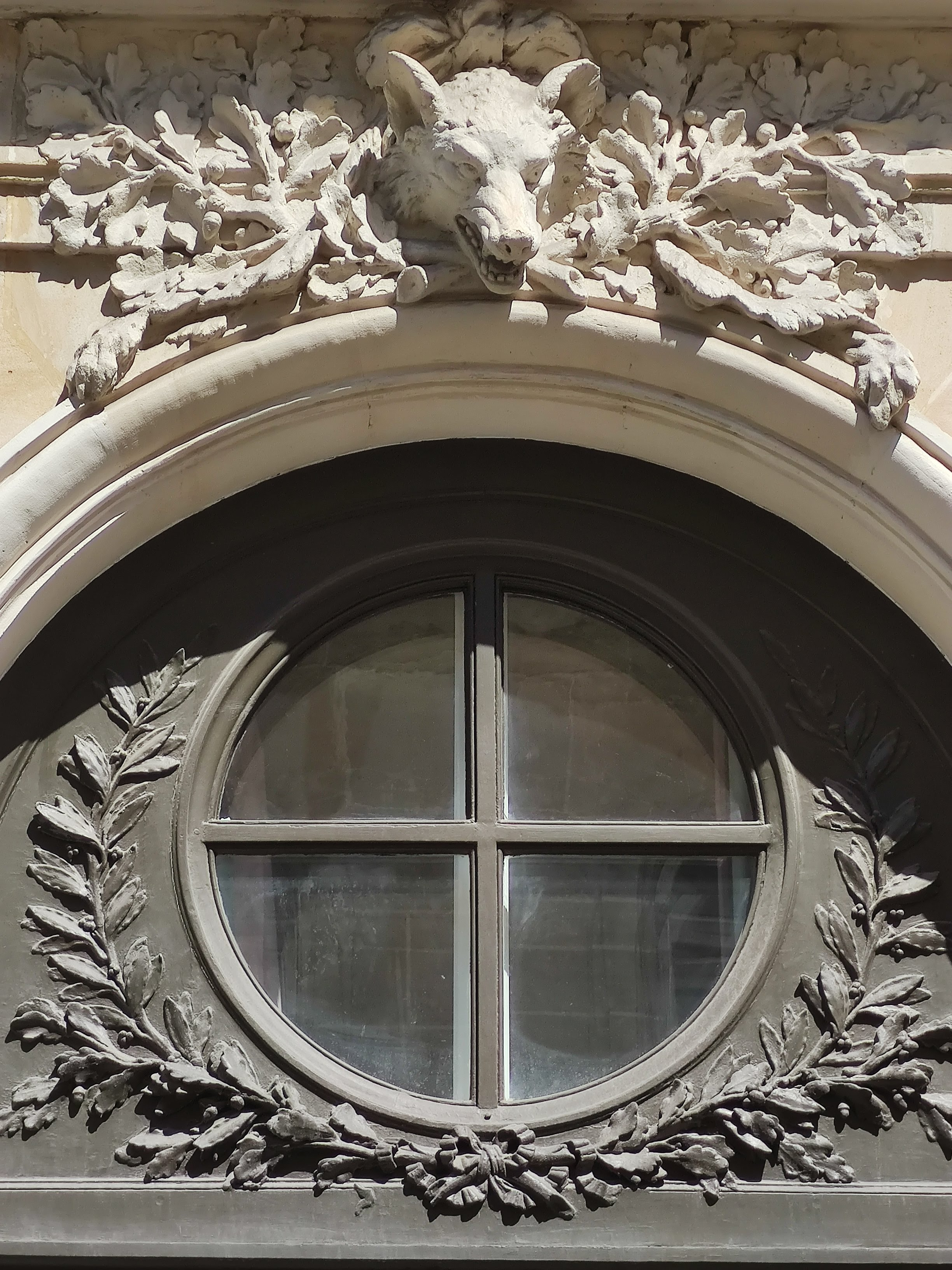
Détail de la façade, rue Oudinot.

L'adresse actuelle du bâtiment est à la fois le 22, rue Oudinot et le 49, boulevard des Invalides, à Paris. Le côté sud fait face à l'hôtel de Montmorin (27, rue Oudinot), qui date également de 1781 et dont les façades sur cour ont été remaniées par Brongniart. L'hôtel de Montmorin abrite aujourd'hui le ministère des Outre-mer.
L'entrée de la maison Brongniart donne sur la rue Oudinot. Elle est constituée de deux portails, dont chacun est surmonté à hauteur de l'entresol par un œil-de-bœuf et un mascaron à tête de renard. Toutefois, la façade principale se trouve sur le boulevard des Invalides, avec son péristyle à six colonnes doriques. Cette façade est inscrite au titre des Monuments historiques depuis le 29 mars 1926. Le bâtiment initial ne comportait que le rez-de-chaussée, l'entresol et le premier étage, mais deux niveaux ont été ajoutés par la suite.